# الخروج عن الموضوع
الانتقال السريع إلى البحث في سياق قوائم المراسلة البريدية، ومجموعات النقاش، ومنتديات النقاش، ولوحات الإعلانات، والمجموعات الإخبارية، والموسوعات، تُعَد المساهمة خارج الموضوع إذا لم تكن ضمن نطاق النقاش الحالي، و«مرتبطة بالموضوع» إذا كانت متعلقة بالنقاش الحالي.
إذا نظرنا إلى المنتديات والقوائم المتخصصة جدًا حتى، سنجد أن نشر مساهمات خارج الموضوع ليست غير مستحبة بالضرورة، ولكن أخلاقيات الإنترنت السائدة هي التوضيح المسبق أن المنشور أو البريد الإلكتروني الجديد خارج عن الموضوع عن طريق وضع الاختصار "OT" في بدايته. على سبيل المثال، في منتدى يناقش نظام التشغيل «لينكس»، يستطيع الشخص نشر منشور بعنوان: «OT: يا إلهي، هل شعرتم بهذا الزلزال؟».
إن نشر رسائل خارجة عن الموضوع عمدًا لإثارة غضب الأعضاء الآخرين هو شكل من أشكال «التصيد» (trolling).

## روابط خارجية
- NewsReaders.com: Getting Started: Netiquette
- Netiquette of sending
- Off Topic Forum